# Eton Wick
Eton Wick – wieś w Anglii, w hrabstwie ceremonialnym Berkshire, w dystrykcie (unitary authority) Windsor and Maidenhead. Leży 24 km na wschód od centrum miasta Reading i 36 km na zachód od centrum Londynu.